# Municipio de Etchojoa
El Municipio de Etchojoa es uno de los 72 municipios que conforman al estado mexicano de Sonora. Se encuentra localizado en sur del estado, en la zona del valle del Mayo y en la costa con el Golfo de California (Mar de Cortés). Su cabecera municipal y localidad más habitada es el pueblo de Etchojoa, mientras que otras importantes son: Bacobampo, Buaysiacobe, Bacame Nuevo, Basconcobe, Sahuaral, entre otras. El municipio fue decretado como tal el 15 de octubre de 1909.
Según el Censo de Población y Vivienda realizado en 2020 por el Instituto Nacional de Estadística y Geografía (INEGI), el municipio tiene un total de 61,309 habitantes ocupando el puesto 11° de los más poblados del estado, y posee una superficie de 949.85 km². Su producto interno bruto per cápita es de USD 5 701 y su índice de desarrollo humano (IDH) es de 0.7223. Como a la mayoría de los municipios de Sonora, el nombre se le dio por su cabecera municipal.

## Historia como municipio
El territorio que actualmente ocupa el municipio estaba habitado por gente indígena de la etnia mayo en la época precolombina, alrededor del año de 1603 visitaron la zona los exploradores y evangelizadores europeos mientras se avanzaba con la conquista de la Nueva España, el padre Pedro Méndez fundó aquí en 1613 un pueblo de visita perteneciente a la Misión de Santa Cruz del Río Mayo, tal pueblo es actualmente la cabecera municipal.
El 15 de octubre de 1909 se creó el municipio de Etchojoa gracias al decreto de la Ley n.º 8. El 10 de mayo de 1933, la congregación de Chucarit fue segregada del territorio de Etchojoa y agregada al de Navojoa bajo la Ley n.º 179. El 29 de mayo de 1942 la Ley n.º 53 estipuló que la congregación regresara al territorio de Etchojoa.

## Geografía
El municipio de Etchojoa se localiza en el sur del estado, en la zona del valle del Mayo y en la costa con el Mar de Cortés (Golfo de California) entre los paralelos 26°50' y 27°15' de latitud norte y los meridianos 109°29' y 109°57' de longitud oeste del meridiano de Greenwich, con una elevación mínima de 0 metros sobre el nivel del mar y 200 como máxima. Su territorio ocupa un área de 949,85 km². Sus límites territoriales son al norte y este con el municipio de Navojoa, al sur con el de Huatabampo, al suroeste con el Golfo de California, al oeste con el de Benito Juárez y al noroeste con el de Cajeme.

### Límites municipales
Tiene límites administrativos y geográficos según su ubicación con:
| Noroeste: Cajeme              | Norte: Navojoa  | Nordeste: Navojoa |
| Oeste: Benito Juárez          |                 | Este: Navojoa     |
| Suroeste: Golfo de California | Sur: Huatabampo | Sureste: Navojoa  |

### Orografía e hidrografía
El municipio de Etchojoa tiene generalmente territorio de baja elevación al situarse en el valle del Mayo y por su cercanía con la costa, comprendido casi en su totalidad por llanuras y muy poco por bajadas solamente en el noreste del territorio. Su elevación más alta es de 200 metros sobre el nivel del mar en el Cerro Bayajuri, mientras que otras menores son: Cerro Oromuni, Cerro La Campana, Cerro Tucucame, Cerro Macoyahui, Loma Cocakahui y Cerro Babocahui.
La principal corriente de agua es el río Mayo que fluye de norte a sur proveniente del municipio de Navojoa y desemboca en el estero El Elote en el Golfo de California, otras corrientes intermitentes son: Arroyo Jitocharo, Arroyo Chuculibampo, Río La Laguna entre otros canales artificiales que se utilizan para el riego de la zona agrícola y rural del municipio. Tiene algunos cuerpos de agua como Laguna Agua Blanca, Laguna Bayajuri, Laguna Bacame, en la costa con el golfo, se presentas distintos accidentes geográficos como: Estero El Conchalito, Estero La Pitahaya, Estero El Diablo, Estero El Siari, Estero Cumora, Estero Cubuja, Estero Burabampo, Estero El Tobarito, Estero La Península, Punta El Conchero, Isla El Tobarito, Isla Ciaris, Barra Península de Tobari y Playa El Siaric. El territorio forma parte de la región hidrológica Sonora Sur y de la cuenca hidrográfica Río Mayo.

## Demografía
De acuerdo a los resultados del Censo de Población y Vivienda realizado en 2020 por el Instituto Nacional de Estadística y Geografía (INEGI), la población total del municipio es de 61,309 habitantes y tiene una densidad poblacional de 64,54 hab/km² y ocupa el puesto 11° en el estado por orden de población. Del total de pobladores, 31,308 son hombres y 30,001 son mujeres. En 2020 había 18,543 viviendas, pero de estas 15,534 viviendas estaban habitadas, de las cuales 5050 estaban bajo el cargo de una mujer. Del total de los habitantes, 8263 personas mayores de 3 años (13.48%) habla alguna lengua indígena, mientras que 981 personas (1.6%) se consideran afromexicanos o afrodescendientes.
El 75.08% del municipio pertenece a la religión católica, el 12.03% es cristiano evangélico/protestante o de alguna variante y el 0.01% es de otra religión, mientras que el 12.86% no profesa ninguna religión.

### Localidades
En su territorio se encuentra 229 localidades activas según el censo de 2020, entre las más habitadas están:
| Localidad       | Población |
| Total Municipio | 61,309    |
| Etchojoa        | 9831      |
| Bacobampo       | 8267      |
| Buaysiacobe     | 4727      |
| Bacame Nuevo    | 3220      |
| Basconcobe      | 2913      |
| Sahuaral        | 2817      |
| El Rodeo        | 1750      |
| San Pedro Nuevo | 1563      |
| Chucarit        | 1465      |
| La Bocana       | 1421      |
| Jitonhueca      | 1121      |

Otras localidades son: San Pedro Viejo, Guayparín, Mochipaco, Sebampo, Aquichopo, Las Playitas, Villa Tres Cruces, El Huitchaca, Bayajorit, Navolato, Baynorillo, Mocorúa, El Centenario, Campanichaca, Las Guayabas, El Salitral, Macochín, Bacajaquía, El Chapote, Talamante (Colonia Talamante), Mabejaqui, Colonia Soto (Caurará), El Salitral, La Línea (La Línea de Basconcobe), Los Viejos, El Campito (Campo Número Tres), Mochipaco Nuevo, Mayocahui, Campo León, Burabampo, Campo Número 13, La Vasconia (Del Apellido Vasco), Lázaro Cárdenas (Mayojusálit), El Chori (El Choya), Guaytana, Mil Hectáreas, Campo Número 18, Tiriscohuasa, El Capusarit, Bachoco el Alto, Mocochopo (Yemovari), Tejabanes Viejos, El Mezquital de Burabampo, Agustín Melgar, Guayabitas (La Sábila), El Quinto Viejo (El Culebrón), Colonia Nacozari, Bacame Viejo, Las Mayas (Colonia Agrícola Basconcobe), El Baburo, El Vivero, Huiroachaca, El Juchica, El Nuevo Retiro, Aquisahuali, entre otras.

## Gobierno
La sede del gobierno municipal se encuentra en su cabecera, el pueblo de Etchojoa, el ayuntamiento está integrado por un presidente municipal, un síndico, 6 regidores de mayoría relativa y 4 de representación proporcional elegidos para un periodo de tres años.

### Representación legislativa
Para la elección de diputados locales al Congreso del Estado de Sonora y de diputados federales a la Cámara de Diputados de México el municipio de Etchojoa se encuentra integrado en los siguientes distritos electorales:
- Local:
  - XX Distrito Electoral del Congreso del Estado de Sonora con cabecera en Etchojoa.[9]

- Federal:
  - VII Distrito Electoral Federal de Sonora de la Cámara de Diputados de México, con cabecera en Navojoa.[10]

### Cronología de presidentes municipales
- (1909-1910): Oscar Ochera
- (1911-1912): Joaquín Tena
- (1924-1933): José Manuel Aguilar
- (1933-1935): Jorge Clark Ibarra
- (1935-1937): Lorenzo Acosta y Jesús Ramírez
- (1937-1939): Francisco Mendívil
- (1939-1941): Maximiliano Moroyoqui
- (1941-1943): José Flores Muñoz
- (1943-1946): Guadalupe Luján Sierra
- (1946-1949): Cruz Cota Barrera
- (1949-1952): Tomás Ramírez
- (1952-1955): Rafael Sobarzo
- (1955-1958): Gilberto Obregón López
- (1958-1961): Jesús Ramírez Flores
- (1961-1964): José R. Ibarra Flores
- (1964-1967): Fidencia Trinidad Valenzuela
- (1967-1970): Guillermo Ariochi Chávez
- (1970): Pedro Vázquez Bustamante
- (1970-1973): Felipe Saldívar Alcalá
- (1973-1976): Francisco Mendívil Austin
- (1976-1979): Francisco Márquez Durán
- (1979-1982): Benjamín Rivera Rojo
- (1982-1985): Reynaldo Ibarra Campoy
- (1985-1988): Leonel Argüelles Méndez
- (1988-1991): Pelagio Félix Espinoza
- (1991-1994): Octavio Sandoval Martínez
- (1994-1997): Olegario Carrillo
- (1997): Pablo Antonio Cruz Ontiveros
- (1997-2000): Jesús Guadalupe Morales Valenzuela
- (2000-2003): Heriberto Gaxiola Santiago
- (2003-2006): Gregorio Ontamucha Valenzuela
- (2006-2009): José Salvador Valenzuela Guerra
- (2009-2012): José Gilberto Almada Valdez
- (2012-2015): Carlos René Rochín Esquer
- (2015-2018): Ubaldo Ibarra Lugo
- (2018-2024): Jesús Tadeo Mendívil Valenzuela
- (2024-2027): Luis Arturo Robles Higuera